# SO ALIVE
『SO ALIVE』（ソー アライブ）は、THE YELLOW MONKEYのライブ・アルバム。1999年5月26日発売。発売元はBMGファンハウス。さらに、2013年12月4日に、リマスター盤Blu-spec CD2にて再発売された。

## 解説
- 1998年4月から1999年3月にかけて113本にも及んだ「PUNCH DRUNKARD TOUR」から、バンドのメンバー自らがセレクションしたTHE YELLOW MONKEY初のライブ・アルバムである。加えて、このツアー中の1998年12月28日、日本武道館で開催された年末恒例のイベント「メカラ ウロコ」演奏曲を収録。
- ライブ・アルバムの制作にあたり、メンバーは1998年の年末に話し合いを開始した。ツアーファイナルの模様はライブビデオ『PUNCH DRUNKARD TOUR 1998/99 FINAL 3.10 横浜アリーナ』に収録されることもあり、『SO ALIVE』は「1枚に収めよう」「一番印象深いものを入れよう」という方針となった[1]。
- 選曲にあたり、メンバー、スタッフは「PUNCH DRUNKARD TOUR」全113公演中の約半分を録音した音源を聴き返した。ボーカルの吉井は「1枚で（ツアーの）1年間がわかるように選曲した」と語っている[1]。
- 各公演会場名は開示されていないが、吉井が会場の所在地を叫んでいる曲がある[* 1]。
- 過酷なロングツアー中、メンバーたちを精神的に最も追い詰めた、エンジニアスタッフの事故死について映画『パンドラ ザ・イエロー・モンキー PUNCH DRUNKARD TOUR THE MOVIE』（2013年）で言及された。そのエンジニアの名は他2人のエンジニアと共に、アルバム『SO ALIVE』CDブックレットに記録されている[* 2]。

## 収録曲
1. パンチドランカー
曲の前にツアーSEが約15秒程度収録されている。イントロで菊地英二（ドラムス）、廣瀬洋一（ベース）、菊地英昭（ギター）、吉井和哉（ボーカル&ギター）が順番に演奏に入って行くごとにオーディエンスが大歓声を発している。アルバム『PUNCH DRUNKARD』の表題曲であるこの曲は、ツアー全ての日程で第1曲目に演奏された。1番サビ直前、吉井が「浜松」と叫ぶ。浜松公演は、ツアー後半となるアリーナツアー初日の1998年10月23日、10月24日（浜松アリーナ）。
2. ROCK STAR
イントロで吉井が「山形」と叫ぶ。ツアー前半のホールツアーでは「ROCK STAR」の演奏はしていない。バンドは後半のアリーナツアーで演奏曲を大きく見直し、「ROCK STAR」がセットリストに入った。1998年11月7日、11月8日に山形公演が開催された（山形市総合スポーツセンター）。
3. TVのシンガー
アリーナツアー4曲目。ホールツアーでは唯一、1998年5月6日に富山オーバードホールで演奏された。
4. ゴージャス
ホールツアー、アリーナツアー共に演奏された。アルバム『PUNCH DRUNKARD』収録曲。
5. Tactics
1998年10月23日に静岡・浜松アリーナで113本中、唯一演奏された音源を収録。冒頭にはMCがあり、ファンとの掛け合いが入っている。演奏終了後、アルバム『PUNCH DRUNKARD』収録の「見して 見して」の冒頭部分が僅かに収録されている。
6. 球根
ツアー2か月前、アルバム『PUNCH DRUNKARD』前月に先行リリースされた14thシングル。
7. BURN
イントロで吉井が「香川」と叫ぶ。香川公演は、1998年9月9日、9月10日（香川県県民ホール）。香川公演1日目の公演後に吉井は疲労で倒れた。映画『パンドラ - 』で吉井は、1人前のロックンローラーになった出来事だと語る。病院へ搬送された吉井は、翌日以降の公演継続の意思表示をした。
8. JAM
終奏合唱収録。2番サビ前、吉井が「Tokyo, Sing it」と叫ぶ。終了後微かに甘い経験の最初が流れる。
9. LOVE LOVE SHOW
テンポアップしたバージョンでの披露。2番の演奏後、吉井は「来年もラブラブしよう」と叫んだ後、英語バージョンで歌っている。終盤で吉井は「東京」と叫ぶ。年末の東京公演は、1998年12月26日、12月27日（東京・日本武道館）[* 3]。
10. 悲しきASIAN BOY
イントロで吉井が「横浜」と叫ぶ。バンド史上最大のツアー最後の地である横浜アリーナ公演は、1999年3月6日、3月7日、3月9日、3月10日。
11. SO YOUNG
ツアー中に作られ、レコーディングされた曲。ツアーファイナル直前の1999年3月3日に18thシングルとしてリリースされた。ツアーでは、1999年1月9日（グリーンドーム前橋）から、ツアーファイナル3月10日（横浜アリーナ）までの全25公演でアンコール最終曲として演奏された。
12. 真珠色の革命時代（Pearl Light of Revolution）
ボーナストラック。1998年12月28日（日本武道館）に行われた「メカラ ウロコ・9」からの収録。「メカラ ウロコ楽団」のオーケストラと競演している。後に『MOTHER OF ALL THE BEST』のDISC2にアウトロを短縮した音源が収録された。

- - WELCOME TO MY DOGHOUSE

「真珠色 - 」再生終了後、約40秒程度の無音の後、しばらくすると始まるシークレットトラック。インディーズアルバム『Bunched Birth』の収録曲。ライブでは定番曲となっている。このツアーでは、ホールツアーのアンコール曲。アリーナツアーでは演奏していない。